# Aymon de Montfalcon
Pour les articles homonymes, voir Montfalcon (homonymie).
Aymon de Montfalcon, parfois sous la forme Aymon de Montfaucon, né en 1443 à Flaxieu, en Bugey, mort le 10 août 1517 à Lausanne, est à la fois dignitaire ecclésiastique, diplomate et poète, issu d'une branche de la famille de Montfalcon.
Conseiller ducal d'Amédée IX, il devient ambassadeur à Rome, conseiller de la duchesse Blanche de Montferrat, puis administrateur de l'évêque de Genève, évêque de Lausanne de 1491 jusqu'à sa mort, comte de Vaud et prince du Saint-Empire.

## Biographie

### Origines
Aymon de Montfalcon naît en 1443. Issu d'une branche d'une ancienne famille de Savoie, il est le fils de Guillaume de Montfalcon et de Marguerite de Chevron-Villette,. Docteur en droit canon, il devient moine bénédictin à Saint-Rambert (Bugey).

### Carrière civile
Proche des ducs de Savoie, il est conseiller de Amédée IX de Savoie, puis de Philibert Ier.
Lors de la succession de Benoît de Montferrand, un parent par alliance, à l'évêché de Lausanne, il est le candidat désigné par la maison de Savoie.
Entre 1495 et 1510, il est huit fois l'ambassadeur de la Savoie auprès des Confédérés

### Carrière religieuse
À la demande du duc de Savoie, pour qui il remplit des missions diplomatiques, Aymon de Montfalcon est nommé évêque de Lausanne le 16 mai 1491 par Innocent VIII.
Prieur commendataire de Port-Valais en 1492, de Lutry en 1495, il est, de 1497 à 1509, administrateur du diocèse de Genève pour le compte de Philippe de Savoie, alors mineur.
En 1493, il organise à Lausanne un synode diocésain.
En 1497, il fonde le couvent de carmes de Sainte-Catherine du Jorat à Lausanne et le couvent de franciscains à Morges. En 1508, Jules II le désigne comme juge d'instruction apostolique dans l'affaire Jetzer.

## Le poète
Poète, il composa vers 1473 « Le Procès du banni à jamais du Jardin d'Amour contre la volonté de sa Dame », où il raconte en fait sa propre histoire. Il raconte comment il fit graver sa lettre initiale, « A », et celle de son aimée, « M », enlacées, sur les murs de son château de Lausanne.

Et pour montrer amour entier, 

Une des miennes ai arrachée, 

Laquelle est, par subtil ouvrier, 

Avec la sienne entrelacée.

Il est aussi l'auteur d'une pièce poétique « Débat du gris et du noir », sous forme de débat amoureux entre l'auteur vêtu de gris et un « malheureux en amour », vêtu de noir.
On lui connaît aussi une pastourelle.

Un jour allais chemin chevauchant, 

De cœur léger et de penser pesant, 

Comme celui qui veut éjouïr; 

Ainsi allais par le chemin pensant, 

Sans dire mot, compagnie cherchant, 

Pour joie avoir et tristesse fuir. [...]
 

Mécène, Aymon de Montfalcon a accueilli le poète bourguignon Antitus Faure à sa cour, et ce derier lui a dédié une partie de ses poèmes.

## Devise épiscopale
Aymon de Montfalcon choisit pour devise épiscopale « Si qua fata sinant ». Cette devise peut surprendre dans un premier temps pour deux raisons : elle est formée de plus de trois mots, ce qui est contraire à l'usage et il s'agit d'un vers tiré de l'Énéide de Virgile et qui signifie : « Si les destinées le permettent ». Si depuis le XIXe siècle, cela n'est plus la norme qu'un prélat choisisse une devise issue de la littérature païenne, le choix de Aymon de Montaflcon se justifie par sa façon de penser issue du courant humaniste. Elle est censée représenter son humilité face aux différents honneurs qu'il a reçus : prieur de Ripaille, abbé de Haut-Crêt, évêque de Lausanne, administrateur de Genève, ambassadeur du duc de Savoie et du roi de France ; de la même façon qu'il suit la règle de saint Benoît.
Aymon de Montfalcon a coutume de signaler toutes ses interventions architecturales en y plaçant à plusieurs reprises ses armoiries et sa devise.

## Armoiries

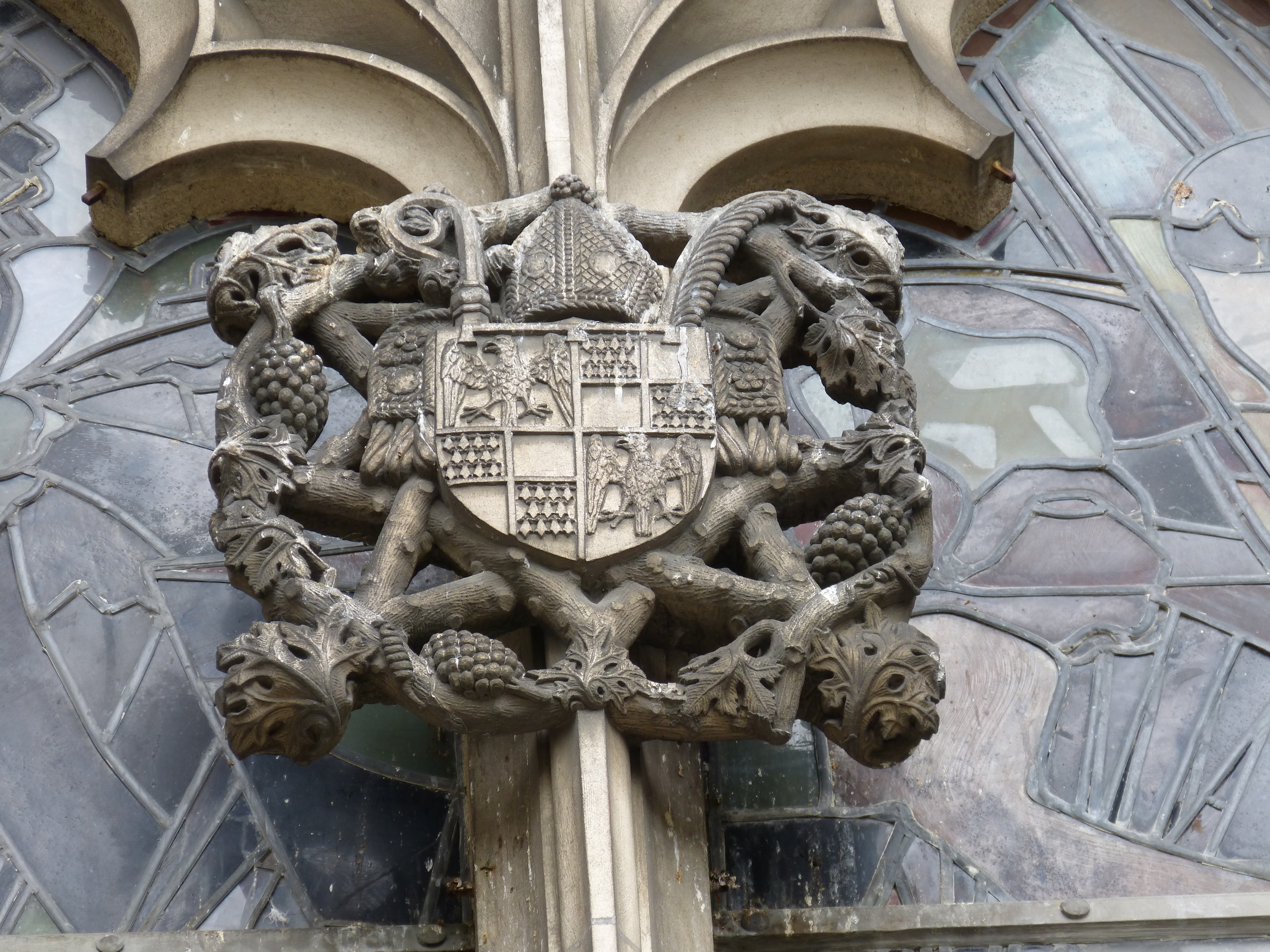
Armoiries de Aymon de Montfalcon au-dessus de l'entrée de la cathédrale de Lausanne, timbrées de la mitre, la crosse et la plume d'autruche.

En tant qu'évêque de Lausanne, Aymon de Montfalcon fait poser ses armoiries sur la cathédrale de Lausanne.
| Blason | Blasonnement : Écartelé, en 1 et 4 : d'argent à l'aigle de sable, languée du même, becquée, membrée et armée d'or ; en 2 et 3 : contre-écartelé en 1 et 4 d'hermine et en 2 et 3 de gueules. |

## Patrimoine monumental

### Cathédrale de Lausanne

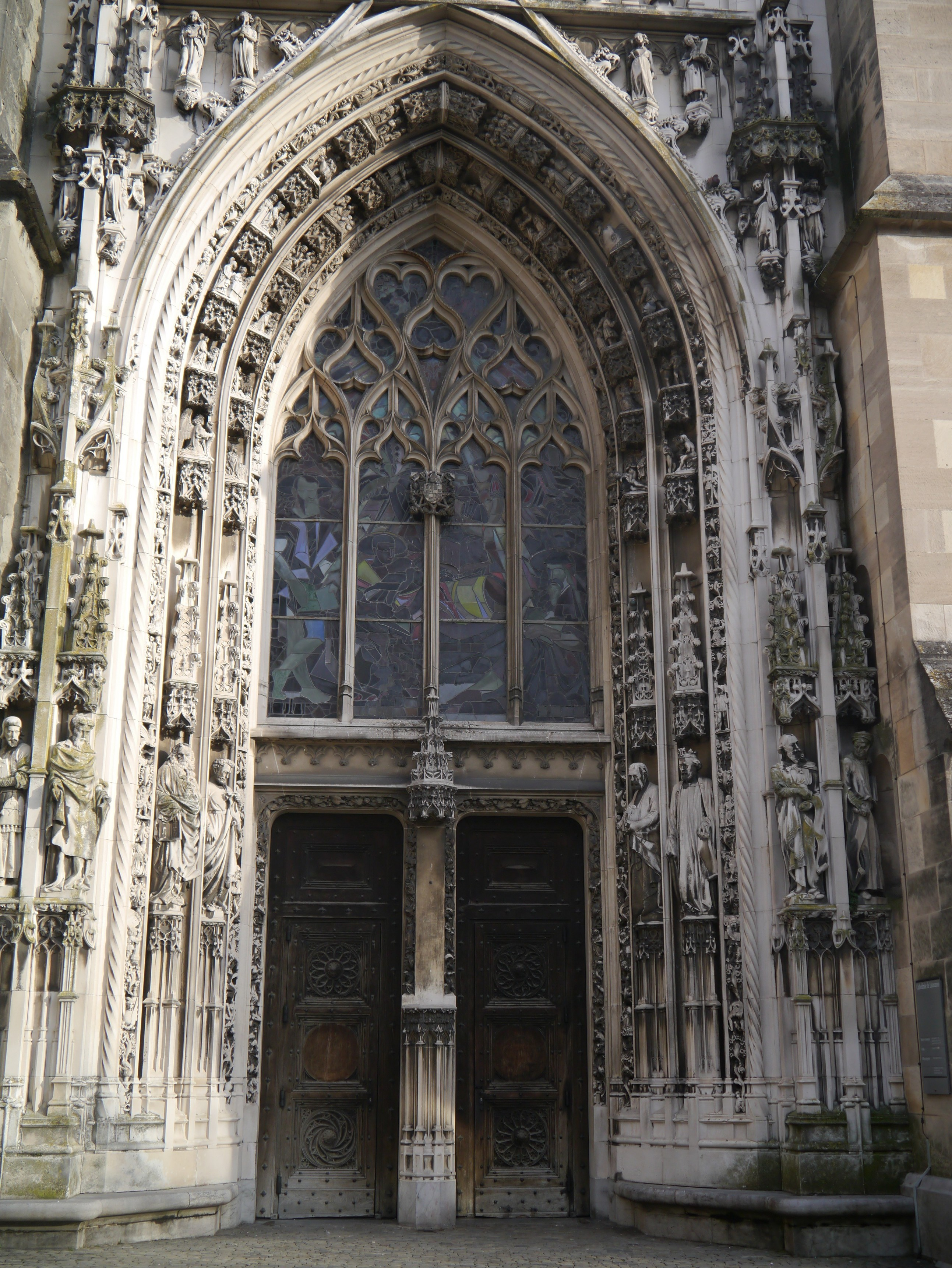
Portail occidental, ou portail Montfalcon, dès 1515 (entièrement restauré en 1892-1909, avec trumeau à niche vide, la statue de la Sainte-Vierge n'ayant pas été acceptée par la ville).

Peu avant la Réforme, l'évêque Aymon de Montfalcon entreprend de grands travaux. Il supprime le passage routier qui "perçait" l'église transversalement afin de relier la Cité-Dessus et la Cité-Dessous et qui divisait l'édifice en deux parties distinctes (massif occidental / nef et chœur), dorénavant réunis en un seul espace. L'ancien porche occidental, largement ouvert, est alors fermé par un grand portail de style gothique flamboyant, édifié dès 1515 mais encore inachevé à la Réforme (la statuaire en particulier est lacunaire). Dans son état actuel, ce portail date en grande partie de la restauration intégrale de 1892-1909. Une nouvelle restauration avec nettoyage en douceur a eu lieu en 2017.
On doit également à Aymon de Montfalcon les délicates stalles de la chapelle des Martyrs thébains. En 1504, le Chapitre accorde à l'évêque l'autorisation d'aménager une chapelle consacrée à saint Maurice et à ses compagnons au rez-de-chaussée de la tour nord. Ces stalles sculptées de manière virtuose sont datées 1509, mais ne sont pas signées.

### Château Saint-Maire
Aymon de Montfalcon a procédé également à d'importants aménagements au château Saint-Maire, à Lausanne, sa résidence épiscopale. On y observe encore un exceptionnel plafond peint à ses initiales, ainsi qu'une cheminée de style gothique flamboyant, richement sculptée et agrémentée de sa devise Si qua fata sinant (« Si les destins le permettent »). Le corridor d'accès du château présente, quant à lui, des décors peints dus également à cet évêque, et illustrant de célèbres œuvres littéraires d'amour courtois. L'une des parois affiche le Bréviaire des nobles, d'Alain Chartier, l'autre paroi les "Enseignes" des Douze dames de rhétorique, œuvre rédigée en 1463 et prenant la forme d'un échange entre les écrivains Georges Chastelain et Jean Robertet.